# Julie d’Assier de la Chassagne
Pour les articles homonymes, voir Assier et Chassagne.
Julienne dite Julie d’Assier de la Chassagne est une poétesse française née le 15 mai 1741 à Saint-Hippolyte et morte le 4 décembre 1818 à Lyon. Par son mariage avec Jean Espérance Blandine de Laurencin, elle est comtesse de Laurencin.

## Biographie

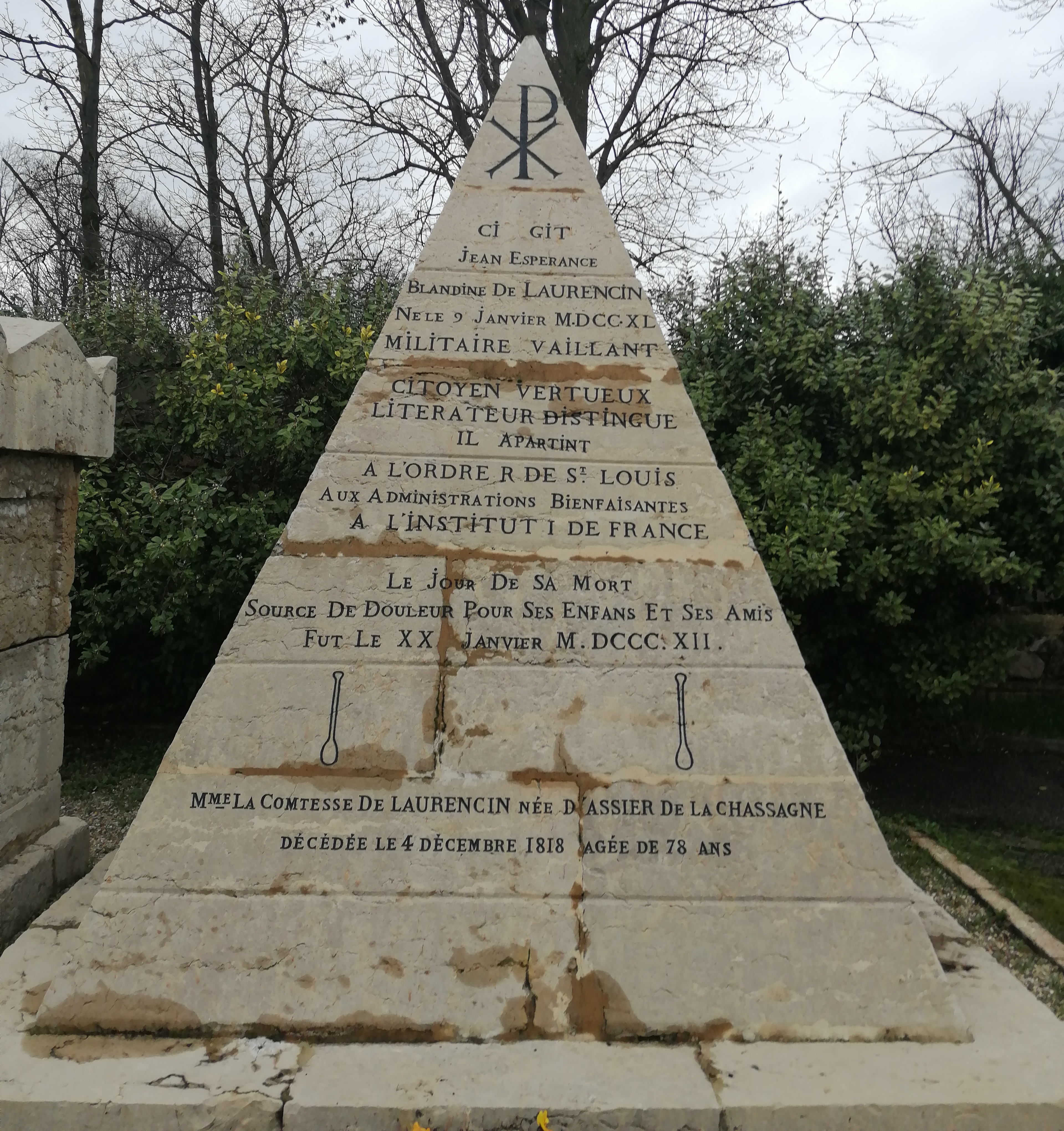
Tombeau de la famille Laurencin où repose "Mme la comtesse de Laurencin née d'Assier de la Chassagne".

Elle est la fille de François Aimé d’Assier, baron de Lachassagne, brigadier des armées du roi et de Louise Julienne du Puget. Le 17 janvier 1764, à Lachassagne, elle épouse Jean Espérance Blandine de Laurencin. Le couple a six enfants. Son mari est un érudit, homme de lettres qui fréquente Voltaire, d’Alembert, Jean-Jacques Rousseau.
Elle vit au château de Machy et à Lyon. 
Elle meurt le 4 décembre 1818, dans son domicile au no 18 rue du Pérat, à Lyon 2e. Elle est inhumée au cimetière de Loyasse à Lyon, dans le tombeau de la famille Laurencin.

## Œuvres
Elle participe à des concours académiques et publie en 1777 : Alceste et Méloé, ou Chant de l’Amour maternel, idylle. Et d'Autres poésies très agréables publiées dans l'Almanach des Muses.
Elle promeut l’allaitement maternel dans son Épitre d’une femme à son amie, sur l’obligation et les avantages qui doivent déterminer les mères à allaiter leurs enfants qui fut couronné en 1774, par l’Académie de l’Immaculée Conception à Rouen.
Son mari lit ce texte au cours de la séance du 2 mai 1775, à l’Académie des sciences, belles-lettres et arts de Lyon.

## Distinctions
En 1774 et 1777, par l’Académie de l’Immaculée Conception de Rouen, et des notices dans des dictionnaires anciens :
- Dictionnaire de Pierre-Joseph Boudier de Villemert (1779)
- Dictionnaire Philibert Riballier et Catherine Cosson (1779)
- Dictionnaire de Fortunée Briquet (1804)